# Jan Åke Pettersson
Jan Åke Pettersson, född 3 augusti 1953 i Sverige, död 22 januari 2023, var en svensk-norsk konsthistoriker och museichef. Han är chef för Haugar Vestfold Kunstmuseum i Tønsberg, Norge.
Pettersson avlade magisterexamen i konsthistoria vid Universitetet i Oslo 1984. Hans avhandling hade titeln Tillintetgörelsen av det rationalistiska universet : Kjartan Slettemarks konst 1964–1967. Han författade flera verk om konstnären Odd Nerdrum. Han var tidigare ledare vid Bergen kunstmuseum och rektor vid Statens Kunstakademi.